# 莊懋華
莊懋華（1553年—1621年），字仲玮，號泰岩，福建晉江縣人，明朝政治人物。同進士出身。莊国祯次子。嘉靖辛酉（官年）三月十一日生。

## 生平
万历十三年（1585年）乙酉科福建鄉試舉人，十七年（1589年）己丑科三甲一百二十四名进士，通政司觀政，十月授行人，二十一年考选工部主事，二十二年湖廣主考，二十四年調任禮部主事，二十六年升员外郎，升郎中，二十七年升山東按察司副使，八年調四川提学副使，三十年升本省右參政，考察調簡。三十九年起補廣東副使，四十二年升貴州按察使，四十四年升江西右布政使，丁憂歸。服闋，四十七年補任湖廣右布政使，次年轉左布政使，天啓元年卒，為官有盛名。

## 家族
曾祖莊安期，訓導，贈通奉大夫河南左布政；祖莊偁，封户科給事中，贈左布政使；父莊國禎，巡抚江西右副都御史。